# That Night (film, 1928)
Pour les articles homonymes, voir That Night.
Ne pas confondre avec That Night (film, 1992), film de Craig Bolotin sorti en 1992
That Night est un film américain de Leo McCarey et Arch Heath sorti en 1928.

## Fiche technique
- Titre français et original : That Night
- Réalisation : Leo McCarey et Arch Heath
- Scénario : Leo McCarey
- Montage : Richard C. Currier
- Producteur : Hal Roach
- Société de production : Hal Roach Studios
- Société de distribution : Metro-Goldwyn-Mayer (MGM)
- Format : Film noir et blanc - 1,33 : 1 - 35 mm
- Pays d’origine :  États-Unis
- Langue : Anglais
- Durée : 20 minutes
- Date de sortie : 15 septembre 1928

## Distribution
- Max Davidson
- Gene Morgan
- Polly Moran
- Dorothy Coburn
- Anita Garvin
- Lillian Biron